# Superstimulus
| Superstimulus |
| --- |
| Venus från Willendorf, en statyett med överdrivna kroppsliga drag. - Betydelse – överdriven version av ett stimulus, kopplad till en befintlig respons - Bakgrund – 1950-talet, myntat (som supernormal stimulus) av Nikolaas Tinbergen - Exempel – häckningsparasitism, pornografi, skräpmat, sociala medier, television |

Ett superstimulus (engelska: supernormal stimulus) är en överdriven version av ett stimulus, kopplad till en befintlig respons. Det kan även motsvara varje stimulus som väcker ett starkare svar än det stimulus som svaret utvecklats för. Ofta handlar det mänskliga nyttjandet av ett superstimulus om sökandet efter njutning eller underhållning, relaterat till hjärnans belöningssystem.
Det är exempelvis möjligt att skapa konstgjorda ägg med överdrivna proportioner som vissa fåglar föredrar att ruva framför sina egna ägg. Hos människor kan motsvarande effekt nås via exempelvis skräpmat, television, sociala medier eller pornografi – ofta överdrivna stimuli som siktar på en naturlig kroppslig eller psykologisk respons.
Organismer tenderar att föredra de stimuliegenskaper (exempelvis storlek eller färg) som utvecklats i naturen. När ett överdrivet substitut erbjuds, föredrar djur ofta det onaturligt stora stimulus framför det som förekommer naturligt. Ett antal olika organismer har påvisats vara påverkbara för superstimuli, inklusive insekter, fåglar och människor.
Superstimulus som fenomen studeras inom biologin och psykologin, men även inom bland annat sociologin och konsten.

## Bakgrund och exempel
Djur som svarar på superstimuli uppvisar dem vanligtvis som ett svar på selektionstryck. Den parallella utvecklingen av individer som uppvisar superstimuli och individer som svarar på superstimuli, relaterar till evolutionen, spridningen av gener och beteendemönster. Superstimuli som överdrivna färger, storlek, mönster eller former är ofta framgångsrika, eftersom en individ som uppvisar dem ofta väljs ut av en individ som lockas av dessa drag. Detta gynnar spridningen av generna genom lyckad parbildning och fortplantning mellan individer som är bättre anpassade till varandra och förhoppningsvis till sin levnadsmiljö.
Den brittiska akademikern Nigel Spivey visade upp denna effekt i den brittiska dokumentärserien How Art Made the World (2005). Han illustrerade där neuroforskaren Vilayanur S. Ramachandrans idé om att detta skulle kunna vara orsaken till överdrivna kroppar inom konsten ända sedan Venus från Willendorfs dagar.
1954 noterade etologen Nikolaas Tinbergen hur silltrutsungar instinktivt hackade på den röda fläcken på föräldrarnas näbbar för att tigga till sig mat. Vid den tiden var den dominerande idén inom forskningen att inlärning var viktigare än instinkt, men Tinbergen argumenterade för att djuren föddes med instinkter som var anpassade till sin omgivning. Hans studier bevisade att trutungar inte bara kunde reagera på samma sätt för en lång pinne med en röd fläck, utan att de till och med blev ännu mer enträgna i sin uppvaktning av tre röda band på en bit kartong. Tinbergen kallade denna effekt för superbeak ('supernäbb') eller supernormal stimulus ('hypernormalt stimulus').
I människans värld har vi utvecklat en mängd överdrivna stimuli för naturliga responser. Det inkluderar mat som samtidigt innehåller mycket fett och socker, liksom förstorade beskrivningar (som i reklam) för något eftertraktat. Många stimulerar sig på liknande sätt med datorspel eller pornografi, vilka bidrar till dopaminkickar (jämför begreppet "snabba belöningar") genom återkommande respons på överdrivna stimuli.
| Möjligt superstimulus          | Effekter                                                                 | Möjliga bieffekter                                    | Naturlig funktion                                              |
| ------------------------------ | ------------------------------------------------------------------------ | ----------------------------------------------------- | -------------------------------------------------------------- |
| Datorspel                      | Mättar lekbehov, måluppfyllnad                                           | Ensamhet                                              | Lek, uppdrag                                                   |
| Internet, television           | Mättar nyfikenhet för något nytt eller av underhållning (tankestimulans) | Irritabilitet, stress, sömnstörning                   | Personlig trygghet (kontroll över omgivningen) eller stimulans |
| Pornografi                     | Sexuell upphetsning                                                      | Ensamhet (minskad lust till samlag), skev bild av sex | (Hudkontakt)                                                   |
| Skräpmat (socker, godis, fett) | Mättar hunger efter smaksensationer eller energi                         | Övervikt, diabetes                                    | Energirik eller mer varierad mat                               |
| Sociala medier                 | Mättar behov av social kontakt/bekräftelse                               | Ensamhet, irritabilitet, stress, sömnstörning         | Social kontakt                                                 |

## Olika forskningsfält

### Inom biologin
På 1950-talet upptäckte Konrad Lorenz att fåglar hellre ruvade på ägg som liknade dem från deras egen art men var större. Niko Tinbergen myntade, genom sin egen liknande forskning, begreppet supernormal stimulus. Tinbergen studerade silltrutar och fann att ungarna hackade på den röda fläcken på förälderns näbb, baserat på kontrasten i färg, och där målet var att få föräldern att stöta upp maten ur sin kräva för att låta ungen få mat.
Tinbergen och hans medarbetare utvecklade ett experiment med olika konstgjorda näbbmodeller, för att studera fågelungarnas respons. De inkluderar ett naturtroget silltrutshuvud, ett silltrutshuvud i trä, endast en näbb och en röd träpinne med en mindre vit fläck på den. I de tre första fallen var hackningsresponsen likadan, medan den ökade i samband med den röda pinnen. Forskarnas tolkning var att silltrutsungarna föredrog den dramatiska kontrasten mellan en röd pinne och avvikande färg och såg detta som ett bevis på att konstgjorda stimuli här var mer lockande än naturliga diton.
I de fortsatta experimenten uppvisade silltrutsungarna en ökad hackningsfrekvens även på andra konstgjorda stimuli av liknande slag. Man utförde även liknande experiment med andra fågelarter, där konstgjorda ägg med än tydligare markeringar och kontraster än deras egna ofta föredrogs av de ruvande fåglarna. Denna preferens kvarstod även när småfåglar fick opraktiskt stora ägg att ruva, ägg som de hela tiden halkade ner från. När revirhävdande fiskar utsattes för konstgjorda rivaler med överdrivna färgmarkeringar, skedde en liknande förstärkt respons.
1979 använde Richard Dawkins och John Krebs begreppet supernormal stimulus för att referera till hur sociala parasiter effektivt utnyttjar överdrivna tecken, i sitt manipulerande av sina värddjur. Hos häckningsparasiter som gökar bidrar gökungens överdrivna storlek till ökat incitament hos värdfåglarna att leta mat. Fyra år senare rapporterade entomologerna Darryl Gwynne och David Rentz att skalbaggen Julodimorpha bakewelli i timtal försökt para sig med övergivna ölburkar med ett visst utseende. Denna studie förlänade duon 2011 års Ig Nobelpris i biologi. Efter att öltillverkaren blivit varse ölburkarnas inverkan på Australiens skalbaggspopulation ändrade man utseendet på burken, och "skalbaggsproblematiken" upphörde.

### Inom psykologin
Den Harvard-baserade psykologen Deirdre Barrett menar att superstimuli styr människors beteenden lika mycket som de styr andra djur. I sin bok Supernormal Stimuli: How Primal Urges Overran Their Evolutionary Purpose (2010), studerar hon hur superstimuli kan styra naturliga impulser på områden som omvårdnad, sexualitet, romantik, revirhävdande och försvar. Hon visade hur underhållningsindustrin därmed kan "kidnappa" våra sociala instinkter. I sin tidigare bok Waistland definierar hon skräpmat som ett överdrivet stimulus för människans längtan efter salt, socker och fett, liksom att TV-innehåll genom övredrifter triggar våra sociala reflexer i form av skratt, leenden och uppseendeväckande händelser. Moderna artefakter kan aktivera instinktiva svar som utvecklades i tidigare skeden under evolutionen, då bröststorlek var ett tecken på hälsa och ökad fruktsamhet hos en möjlig partner och fett innebar en ovanlig men livsnödvändig näring.
I en tvärvetenskaplig studie visade Doyle och Pazhoohi hur bröst som förstorats genom plastikoperation är mer attraktiva än naturliga bröst – oavsett deras storlek. Även en kvinnas gång kan fungera som ett superstimulus, genom att återkommande framhäva midja och höfter.
Pascal Boyer menar att musik kan fungera som ett superstimulus för människans tendens att lockas av någons tal. Han har också försökt påvisa att symmetriska mönster hos kläder och byggnader kan fungera som superstimuli riktade mot den visuellt orienterade delen av hjärnbarken.

### Inom konsten
2006 studerade Costa och Corazza 776 olika porträtt inom bildkonsten. De visade att ögonens och läpparnas rundning, ögonens storlek och läpparnas tjocklek förstärktes i porträttmålningar, jämfört med fotografier av liknande människor av motsvarande ålder. Vid en andra studie uppmanades 42 konststudenter att teckna självporträtt – några framför en spegel och andra utan (och endast med minnet som ledning). Storleken på ögon och läppar visade sig vara större i de konstnärliga självporträtten, och antydde att dessa drag kunde fungera som superstimuli.
Pazhoo et al. visade 2019 att den klassiska kontrapost-ställningen ses som mer attraktiv. De gav belägg på varför skönhets- och kärleksgudinnor i konsten ofta visas upp i just den här ställningen.

## Problematik
Superstimuli är effektiva, eftersom människan och andra djur har vissa psykologiska och biologiska retningsresponser. I en värld med marknadsekonomi och individuella valmöjligheter är det därför svårt att göra sig av med superstimuli, och negativa effekter av eftertraktade superstimuli behöver istället hanteras på andra sätt.
Bland annat kan variation och frivillig begränsning av konsumtionen vara vägar mot att bättre tackla de bieffekter som superstimuli kan vara orsak till. Denna frivilliga begränsning kan den mänskliga individen ofta klara av eftersom vi som art har en större förmåga till medvetet tänkande